# Provinz Koshi
Die Provinz Koshi (Nepali कोशी प्रदेश) ist eine der sieben Provinzen in Nepal, welche die Rolle der föderalen Glieder im Bundesstaat Nepal einnehmen. Die Provinz wurde durch die Verfassung vom 20. September 2015 geschaffen, die Nepal in einen Bundesstaat umwandelte. Ihr vorläufiger Name war „Provinz Nr. 1“, der zum 1. März 2023 in Koshi geändert wurde. Damit war die Provinz die letzte, die ihren endgültigen Namen erhalten hat. Der Name bezieht sich auf den Fluss Koshi, einem Nebenfluss des Ganges, der in der Provinz entsteht.
Die Provinz umfasst eine Fläche von 25.905 km², etwa 17,5 % der Gesamtfläche des Landes. Neben der Industriestadt Biratnagar als Hauptsitz umfasst die Provinz weitere wichtige östliche Städte wie Damak, Dharan, Itahari, Inarua und Birtamod.

## Bevölkerung
Im Jahr 2011 hatte die Provinz Koshi bei der Volkszählung eine Bevölkerung von 4.499.272 in 991.750 Haushalten. Die am häufigesten gesprochene Sprache ist Nepali (43 %) gefolgt von Maithili (13 %), Limbu (7 %), Tamang (4 %), Tharu (4 %), Magar (3 %), Bantawa (3 %), Urdu (3 %), Rajbanshi (3 %) und Sonstige (19 %). Hindus machen 67 % der Bevölkerung aus, gefolgt von Anhängern der indigenen Religion Kirati Mundum mit 17 %,  Buddhisten mit 7 %, Muslimen  mit 4 % und Christen mit 2 %. Die Alphabetisierungsrate lag bei 71 % der Bevölkerung.

## Geographie
Die Provinz Koshi erstreckt sich über eine Fläche von 25.905 Quadratkilometern und liegt im östlichsten Teil Nepals. Sie grenzt im Norden an die Autonome Region Tibet in China, im Westen an die Provinz Bagmati, im Südwesten an die Provinz Madhesh, im Süden an Bihar in Indien, im Südosten an Westbengalen in Indien und im Nordosten an Sikkim in Indien.
Die Provinz hat eine dreifache geografische Einteilung: Himalaya im Norden, Hügelland in der Mitte und Terai im südlichen Teil Nepals, das zwischen einer Höhe von 70 m und 8848 m liegt. Die Ebene Terai, die sich von Osten nach Westen erstreckt, besteht aus Schwemmland. Westlich des Flusses Koshi (bzw. Kosi), zwischen der Mahabharat Range und der Churia Range, erstreckt sich ein Tal, das Inner Terai genannt wird. Churai Range, Mahabharat Range und andere Hügel unterschiedlicher Höhe, Becken, Teere und Täler bilden die hügelige Region. Einige Teile dieser Region sind für die Landwirtschaft günstig, andere wiederum nicht. Die Himalaya-Region im Norden besteht aus vielen Bergketten. Mahalangur, Kumbhakarna, Umvek, Lumba Sumba und Janak sind einige von ihnen. Der höchste Berg der Welt, Mount Everest (8848,86 m), und der dritthöchste Berg, Kangchendzönga (8598 m), liegen ebenfalls in der Provinz.

## Verwaltungsgliederung
Die Provinz unterteilt sich in die folgenden Distrikte:
- Bhojpur
- Dhankuta
- Ilam
- Jhapa
- Khotang
- Morang
- Okhaldhunga
- Panchthar
- Sankhuwasabha
- Solukhumbu
- Sunsari
- Terhathum
- Taplejung
- Udayapur